# Dota Underlords
Dota Underlords est un jeu de tactique auto battler développé par Valve Corporation et basé dans l'univers de Dota 2. Inspiré du mod populaire Dota Auto Chess (en), Dota Underlords a été annoncé par Valve le 13 juin 2019 sur le blog officiel de Dota 2. Le jeu permet de jouer jusqu'à huit joueurs à une version modifiée du jeu d'échecs avec des personnages et éléments provenant de Dota 2.

## Système de jeu
Le jeu se joue sur un plateau de type échecs (grille de 8 x 8) au tour à tour. Le joueur y place des personnages, appelés héros, qui ont chacun des capacités. Le but est donc d'augmenter ces capacités pour avoir un bonus (plus de dégâts, armure plus forte, réduction de dégâts magiques...). Pour cela, à chaque fin de tour, le joueur gagnent des pièces qui permettent d'acheter ou de faire évoluer les héros et de gagner des niveaux afin de placer plus de personnages sur la plateau. Des objets donnent aussi des bonus (plus de dégâts, évasion, plus de fréquence d'attaque...).
Les héros sont appuyés par un Underlord qui est choisi par le joueur parmi : Anessix, Enno, Jull et Hobgen.
Une fois la partie lancée, le joueur n'effectue plus aucune action, il regarde ses héros se battre contre ceux de l'adversaire. En cas de victoire ou défaites successives, un bonus "série" donne plus de pièces. Le but est de se débarrasser de ses huit adversaires pour gagner la partie.

## Développement
Le jeu est développé par Valve (Half-Life, Team Fortress...) pour Windows, MacOS, Linux et mobiles (Android et iOS). Il est basé sur Dota Auto Chess, un mode communautaire développé pour Dota 2. En janvier 2019, Dota Auto Chess est joué par plus de 7 millions d'utilisateurs, une tentative de rapprochement entre Valve et la société qui développe Dota Auto Chess échoue, Drodo préférant garder les droits sur son mod qui deviendra plus tard un jeu complet.
Dota Underlords est annoncé en mai 2019 en accès anticipé et sort en phase de bêta ouverte le 20 juin 2019. Après un lancement avec plus de 200 000 joueurs, l'intérêt pour le jeu baisse progressivement à 20 000 en janvier 2020. Le jeu sort officiellement le 25 février 2020.